# 颱風雪麗 (1968年)

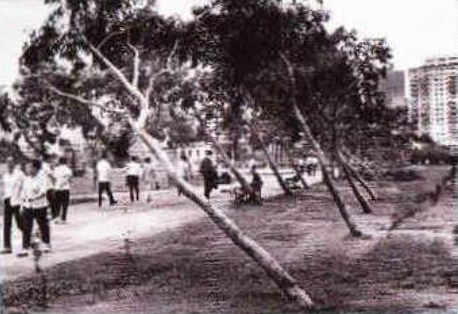
銅鑼灣維多利亞公園多棵樹木被吹歪

颱風雪麗（國際編號：6809，中國大陸編號：6808，聯合颱風警報中心：13W，菲律賓大氣地球物理和天文服務管理局：Huaning），是一個西北太平洋上出現的熱帶氣旋，是少數風眼直接掠過香港市區的颱風，更是自1961年颱風愛麗斯後，能正面掠過香港天文台總部並懸掛十號風球的熱帶氣旋。

## 氣象歷史
1968年8月17日，一個熱帶低氣壓在馬尼拉以東約1200公里處形成，向西移動。在8月18日上午6時03分（香港時間），偵察機報告在風眼附近的海平線氣壓為991百帕斯卡，該熱帶氣旋被命名為雪麗。形成後的雪麗向西北偏西移動，直吹往菲律賓呂宋島北部。當時，雪麗的直徑為580公里左右。
在8月19日早上（香港時間），偵察機在風眼附近錄得962百帕斯卡之海平面氣壓，雪麗正式增強至強烈熱帶風暴程度。在當日下午3時，一個在呂宋島，位於風眼以西120公里的氣象站錄得每小時74公里風速。

## 影響

### 英屬香港
- 當地懸掛之最高熱帶氣旋警告信號：  十號風球
- 最接近當地位置：風眼直接穿過天文台總部[4]

皇家香港天文台在8月20日早上6時10分懸掛一號風球，當時雪麗集結於香港之東南約650公里。隨着雪麗繼續移近，天文台在晚上6時15分改掛三號風球。雪麗在8月21日清晨改向西北移動，趨向香港，天文台在早上7時正改掛七號風球，當時風暴集結於香港之東南約280公里。下午雪麗增強成一颱風。因其環流增強，天文台在下午2時40分改掛九號風球取代七號風球，表示烈風增強。當確定風眼將會橫過香港時，天文台在下午4時10分改掛十號風球，當時雪麗集結於天文台之東南約80公里。雪麗的風眼於下午7時至9時30分橫過天文台，香港風力急劇下降，普遍吹微風，風勢靜止兩小時左右，但仍然密雲有雨，颱風似乎稍為減弱。天文台在晚上7時錄得最低瞬時海平面氣壓968.7百帕斯卡，是有紀錄以來八月份的最低紀錄。
雪麗於黃昏時繼續向西北移動，大部份地區在晚上10時開始吹偏南烈風。由於雪麗在午夜減弱成一強烈熱帶風暴。天文台在晚上11時45分改掛六號風球取代十號風球，當時風暴集結於天文台西北偏北約90公里。隨着風勢緩慢緩和，天文台在翌日清晨5時25分改掛三號風球取代六號風球，當時風暴集結於香港之西北約200公里。雪麗在廣東顯著減慢，早上後期最後減弱成一低壓區。所有信號在下午12時10分除下。
雪麗橫過香港時導致四個人受傷，並導致一首船於昂船洲附近的海域與另外一首船發生多次碰撞。

### 葡屬澳門
- 當地懸掛之最高熱帶氣旋信號：  九號風球
- 最接近當地位置：澳門東北56公里

受雪麗影響，澳門錄得每小時74公里的最高一小時平均風速，以及每小時130公里的最高陣風風速。

## 熱帶氣旋警告使用紀錄

### 英屬香港
| 皇家香港天文台 熱帶氣旋警告信號 | 皇家香港天文台 熱帶氣旋警告信號 | 皇家香港天文台 熱帶氣旋警告信號 |
| ------------------------------- | ------------------------------- | ------------------------------- |
| 上一熱帶氣旋                    | 一號風球                        | 下一熱帶氣旋                    |
| 強烈熱帶風暴露絲                | 一號風球                        | 強烈熱帶風暴比絲                |
| 強烈熱帶風暴露絲                | 三號風球                        | 強烈熱帶風暴比絲                |
| 颱風黛蒂                        | 六號風球                        | 熱帶風暴露比                    |
| 超強颱風嘉娜                    | 七號風球                        | 熱帶風暴露比                    |
| 颱風黛蒂                        | 九號風球                        | 超強颱風露絲                    |
| 颱風黛蒂                        | 十號風球                        | 超強颱風露絲                    |

### 葡屬澳門
| 澳門氣象台 熱帶氣旋信號 | 澳門氣象台 熱帶氣旋信號 | 澳門氣象台 熱帶氣旋信號 |
| ----------------------- | ----------------------- | ----------------------- |
| 上一熱帶氣旋            | 九號風球                | 下一熱帶氣旋            |
| 颱風露比                | 九號風球                | 颱風黛蒂                |

## 註解
1. ↑  . 大公報第五版. 1968年8月25日.（繁體中文）
2. ↑  西北太平洋上曾有多個熱帶氣旋以雪麗（Shirley）命名，以下指1968年出現的颱風雪麗。
3. ↑  .   [2011-12-14]. （原始内容存档于2010-07-16）. （页面存档备份，存于）
4. ↑   (PDF).   [2015-08-04]. （原始内容 (PDF)存档于2019-10-23）. （页面存档备份，存于）
5. ↑  1973年1月1日起改為現在的八號東北烈風或暴風信號
6. ↑  1973年1月1日起改為現在的八號西南烈風或暴風信號
7. ↑  . 美國政府商業部. 1968年: 76  [2017-05-20] （英语）.